# Moorden op de Oklahoma Girl Scouts
De moorden op de Oklahoma Girl Scouts vonden plaats op de ochtend van 13 juni 1977 in Camp Scott in Mayes County, Oklahoma, Verenigde Staten. De slachtoffers waren drie Girl Scouts, tussen de 8 en 10 jaar oud, die werden verkracht en vermoord. Hun lichamen werden vervolgens achtergelaten op een pad dat naar de douches van de camping leidde, ongeveer 137 meter van hun tent. De zaak werd als opgelost geclassificeerd toen Gene Leroy Hart, een ontsnapte gevangene met een geschiedenis van geweld en verkrachting, werd gearresteerd. Hart werd echter in maart 1979 vrijgesproken nadat de jury hem unaniem onschuldig had verklaard.
Minder dan twee maanden voor de moorden ontdekte een hulpverlener in Camp Scott tijdens een trainingssessie op locatie dat haar bezittingen waren doorzocht en haar donuts waren gestolen. In de lege donutdoos zat een handgeschreven briefje, waarop in hoofdletters stond: 'We zijn op een missie om drie meisjes in tent één te vermoorden.' De directeur van dat kamp beschouwde het briefje als een grap en gooide het weg.
DNA-testen die in 1989 werden uitgevoerd, waren officieel niet doorslaggevend, omdat ze Harts identiteit wel bevestigden (een lid van de Cherokee-natie) als verdachte, maar ze beperkte de groep mogelijke verdachten niet voldoende, aangezien het om 1 op de 7.700 inheemse Amerikanen ging. DNA-testen die in 2017 werden uitgevoerd, en die gebruikmaakten van 28 jaar aan vooruitgang op het gebied van testen, wijzen er sterk op dat Hart betrokken is bij de misdaad. Officieel is de zaak echter nog steeds niet opgelost .